# Љубодраг Симоновић
Љубодраг Симоновић (Врњачка Бања, 1. јануар 1949), познат и под надимком Дуци, српски је филозоф, теоретичар спорта, књижевник и књижевни критичар као и бивши југословенски кошаркаш. Изразито је критичан према капитализму и савременом олимпизму.
Током играчке каријере највише је времена провео у Црвеној звезди. Са њом освојио је два национална првенства, три купа и један Куп победника купова. Више пута је био део европске селекције која је окупљала најбоље европске кошаркаше. Касније је играо и у немачкој Бундеслиги за Бамберг. У дресу репрезентацију СФР Југославије одиграо је 109 мечева и освојио је Светско првенство 1970. године. Био је учесник Летњих олимпијских игара у Минхену 1972. На Олимпијади, селекција Југославије је била поражена од Порторика резултатом 74:79. Откривено је да су се двојица порториканских кошаркаша допинговала пре утакмице. Међутим, упркос томе, Међународни олимпијски комитет одлучио је да се коначан резултат призна. У знак протеста због заташкавања афере с допингом, Симоновић је, за разлику од остатка југословенске репрезентације, напустио Игре, након чега је био избачен из националног тима.
Школовање је завршио у Београду. Дипломирао је и магистрирао на Правном, а докторирао на Филозофском факултету. Написао је и објавио више књига.

## Биографија
Љубодраг Симоновић рођен је 1. јануара 1949. године у Врњачкој Бањи од оца Јеврема и мајке Илонке.
После завршене XI београдске гимназије, постао је магистар правних наука и доктор филозофије.

## Играчка каријера

### Клупска каријера
Кошаркашку каријеру почео је у краљевачкој Слоги, а првотимац је постао већ са тринаест година. Са седамнаест година старости постао је репрезентативац Југославије. У Црвеној звезди играо је од 1967. до 1976. и у том периоду је са Звездом освојио две титуле и три национална Купа. У сезони 1973/1974 у Купу купова био је најбољи стрелац тима са 21,2 поена по утакмици. Био је члан легендарне генерације Црвене звезде заједно са Драганом Капичићем и Зораном Славнићем.
И када се са Моком Славнићем није слагао по неким животним ставовима у кошарци, на терену су били одличан тандем. У време када су заједно играли (1967–1976) Звезда је била: државни првак СФРЈ два пута, вицешампион СФРЈ два пута, победник купа СФРЈ три пута, победник Купа купова једном а финалиста Купа купова два пута.
Од 1976. играо је у Немачкој и био је водећи стрелац тима. Пред крај каријере играо је у Старој Пазови. Од кошарке се опростио због болести (сталног крварења у плућима).

### Репрезентација
Године 1970. са репрезентацијом Југославије је освојио титулу светског првака, а проглашен је и за најбољег играча света. За репрезентацију Југославије одиграо је 107 утакмица и постигао је 1018 поена и са њом освојио шест златних и две сребрне медаље. За репрезентацију Европе наступао је седам пута.
На Олимпијским играма 1972. избачен је из репрезентације. Након што је репрезентација Порторика победила репрезентацију Југославију, на допинг контроли је утврђено да су два играча Порторика користила недозвољене супстанце. Након што су сазнали за то, југословенски играчи су одлучили да бојкотују даље такмичење уколико се утакмица не поништи. Утакмица је ипак регистрована постигнутим резултатом, а из југословенског државног врха је стигло наређење да се такмичење настави. Симоновић је остао доследан договору и због тога је искључен из репрезентације.

## Остало
Симоновић је сарадник и почасни члан Урбаног књижевног круга (Канада). Такође је сарадник и почасни члан политичког удружења грађана Комунисти Републике Србије. У неколико наврата научно је анализирао комунизам, дела Карла Маркса и других познатих комуниста. У својим политичким ставовима залаже се за национални комунизам као политички покрет који комбинује елементе национализма и комунизам.
У спортској драми Бићемо прваци света из 2015. године, Симоновића тумачи глумац Јован Белобрковић.

## Приватни живот
Ожењен је Снежаном Милутиновић. Такође има и два сина и ћерку из претходних бракова са Светланом Ђурић и Милицом Арежином.

## Дела
- „Побуна робота” (Београд, 1981)
- „Професионализам и(ли) социјализам” (Београд, 1985)
- „Олимпијска подвала” (Никшић, 1988)
- „Спорт-капитализам-деструкција” (Београд, 1995)
- „Филозофски аспекти модерног олимпизма” (Београд, 2001)
- „Нови свет је могућ” (Београд, 2005)
- „Приче из рупе” (Београд, 2008)
- „Устај радниче” (Београд, 2010)
- „Последња револуција” (Београд, 2013)
- „Хајдегерова филозофија у светлу животворног хуманизма” (Београд, 2019)
- „Свемирска одисеја човечанства” (Београд, 2024)